# Mittenothamnium madagassum
Mittenothamnium madagassum är en bladmossart som beskrevs av Jules Cardot 1913. Mittenothamnium madagassum ingår i släktet Mittenothamnium och familjen Hypnaceae. Inga underarter finns listade i Catalogue of Life.